# Centro cultural General San Martín

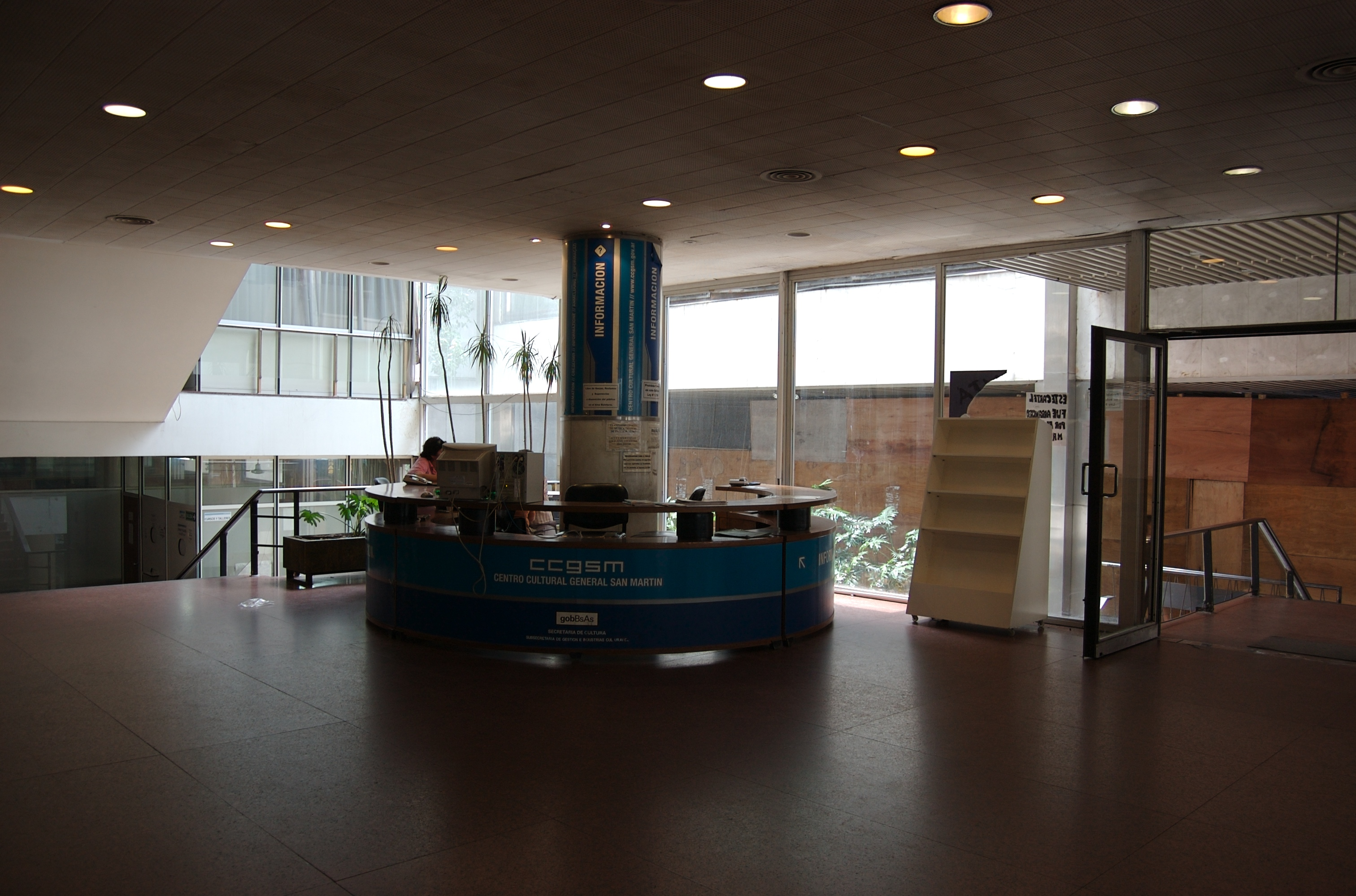
Vista del hall de entrada

El Centro Cultural General San Martín (CCGSM) es un centro cultural en la ciudad de Buenos Aires, administrado por el Gobierno de esa ciudad para la realización de diversos eventos culturales y artísticos.
El centro cultural fue inaugurado el 8 de mayo de 1970, y cuenta con una conexión directa con el Teatro General San Martín a través de una galería subterránea, adonde se expone fotografía. El primer gran evento realizado fue el enfrentamiento entre Bobby Fischer y Tigran Petrosian, en 1971. Funcionó también como sede de importantes instituciones como la primera Legislatura de la Ciudad de Buenos Aires y la CONADEP. También fue utilizado como centro de cómputos de las elecciones presidenciales de 1983 y sede del 76.º Congreso Interparlamentario Mundial. En 1990 fue sede del Encuentro Latinoamericano de Escritores con Mario Benedetti, Vargas Llosa y José Donoso entre otros disertantes.
Por su fundamental aporte a la cultura y la comunidad del país, el Centro Cultural fue reconocido con una Mención Especial de los Premios Konex en 1988.

## Historia
En 1983, la recuperación de la democracia abriría las puertas de un nuevo país. En ese contexto de libertad y euforia participativa, el Centro Cultural vivió una de sus etapas más fructíferas, transformándose en activo protagonista de la primavera cultural que oxigenó a la Argentina.
Precisamente el 30 de octubre de 1983 se celebraron las elecciones nacionales que erigieron a Raúl Alfonsín como presidente de la Nación. El CSM funcionó ese domingo histórico como centro de cómputos de los millones de esperanzados votos argentinos. A partir de esta significativa fecha, el Centro se consolidó como uno de los iconos de la vuelta de la democracia y como un lugar de entrada al mundo de la cultura, como un espacio donde se formaban públicos, donde los artistas emergentes podían mostrar sus producciones y consolidar nuevas tendencias. Una verdadera ágora porteña, ya que a sus múltiples actividades culturales se sumó la designación como sede de la Comisión Nacional sobre la Desaparición de Personas (CONADEP), cuyo Informe Final trascendería su modesto contenido gramatical: “Nunca Más”, convertido a lo largo de los años en el documento histórico más importante en la lucha por los derechos humanos en el país.
El CSM se afianzó en la década de 1980 como un ámbito absolutamente pluralista, multicultural, donde el lenguaje común fue la convivencia y el respeto por la creatividad. En ese marco, la creación de ciclos como Jazzología y Maestros del Alma congregaron a las figuras más importantes de la música nacional. Las muestras de Artes Plásticas encontraron su lugar desde mediados de los años ochenta, manteniendo una actividad ininterrumpida desde entonces. La actividad teatral registró innumerables compañías que entremezclaron novatos y viejas glorias, profesionales y actores vocacionales.
En el año 1992 fueron creados por concurso los cuerpos Escenotecnicos. De esta manera, el Centro Cultural San Martín logró afianzar su perfil artístico, diversificar la propuesta cultural y garantizar la excelencia en el desarrollo de las Artes Escénicas. 
En 1994, se creó la Videoteca de Buenos Aires con la idea de montar, por primera vez en la ciudad, un archivo de videos abierto gratuitamente a investigadores y a toda la gente interesada en este lenguaje. En un principio contó con 300 títulos. Hoy, transformado en el Núcleo Audiovisual Buenos Aires, supera las 7000 obras. En 1995, nacería también un nuevo espacio público para la danza contemporánea: la Sala ETC (Espacio Teatral del Centro), ubicada en el primer subsuelo, destinada a elencos de danza y teatro sin cabida en teatros comerciales y pensada como un espacio no convencional. Hacia finales de la década, se la rebautizó como Sala Ernesto Bianco.
Luego de una remodelación que incluyeron seis subsuelos, se puso en funcionamiento el Bajo Plaza de las Américas, con dos cines, una Sala Multipropósito, Aulas de Cursos y Talleres y espacios de registro, preservación y producción audiovisual.
Entre 2012 y 2015, durante la gestión de Gabriela Ricardes, se consiguió la reutilización de los espacios de exhibición, muestras y espectáculos, con la puesta en valor de la Sala Alberdi, la recuperación de las Salas E y F, la creación del Sótano Beat y la asignación de la Sala Presidente (espejada y con piso de madera) como espacio para Cursos, Talleres y Seminarios de Artes del Movimiento.

## Arquitectura
Exponente del funcionalismo, el Centro Cultural Ciudad de Buenos Aires fue proyectado por el estudio Mario Roberto Álvarez y Asociados en 1962. Representó la segunda etapa de un complejo cultural que se había iniciado con el Teatro San Martín, construido entre 1954 y 1960 en la Avenida Corrientes. Al momento de su inauguración, el centro cultural terminó adoptando el mismo nombre del teatro, con lo cual ambos espacios suelen ser tomados como uno solo, cuando en realidad son entes independientes con directores distintos y actividades diferentes.
Se trata de un conjunto de 30.000 m², compuesto por una torre vidriada de 12 pisos de altura, y un volumen de menor altura suspendido sobre columnas, que aloja la Sala A/B, un gran salón de conferencias. Bajo esta estructura elevada sobre columnas se encuentra el llamado Patio de Esculturas, una plataforma que sirve de acceso a la torre principal y además conduce a la galería que conecta con el teatro y otra entrada a sus camarines. Debajo, hay cinco subsuelos de estacionamiento de vehículos. En la esquina de las calles Sarmiento y Paraná se encuentra la Plaza de las Américas, un pequeño espacio verde que permite una mejor perspectiva del edificio, y que sufrió una modificación radical en 2004, para construir la boca de acceso a los nuevos niveles subterráneos.
Al momento de la construcción del Centro Cultural San Martín, Álvarez propuso la demolición de todos los demás edificios de la manzana, abriendo plazas públicas a los costados del complejo. La ambiciosa idea no fue aprobada, y solo se demolieron tres edificios bajos dando lugar a la Plaza de las Américas.

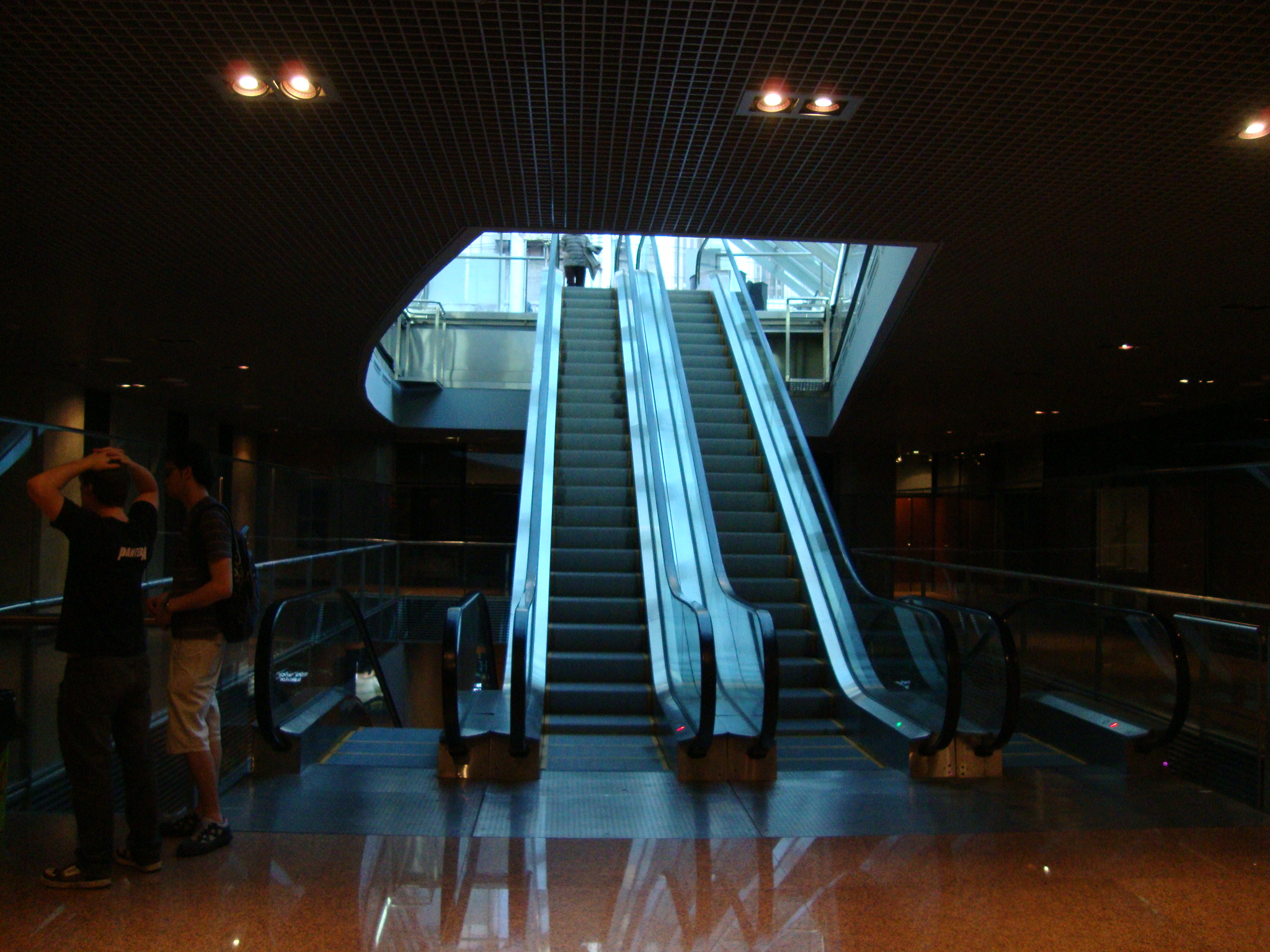
Hall de la nueva expansión Bajo Plaza de las Américas, en 2012.

En 2001, comenzó el proyecto para la ampliación del Centro Cultural y las obras de restauración del edificio. En 2005, el CCGSN cumplió 35 años, y considerando la fecha el Gobierno de la Ciudad, a cargo de Aníbal Ibarra, anunció la primera obra de restauración completa y ampliación en su historia. Una crítica retrospectiva permitió destacar que nunca se había realizado un adecuado mantenimiento de los edificios, y que solo diez años después de la inauguración las instalaciones ya comenzaban a acusar la falta de atención necesaria. Además, un cambio de la carpintería exterior mal realizado en la década de 1990 había perjudicado al edificio. La parte más importante del proyecto diseñado en 2001 fue la construcción de seis subsuelos bajo la Plaza de las Américas, destinados a un Centro Multimedia, dos salas de cine y un nuevo espacio para el Núcleo Audiovisual Buenos Aires, con un nuevo acceso independiente que emergería de una estructura vidriada en medio de la plazoleta. Este sector formaba parte del proyecto original de Álvarez, pero en su momento no se había concretado. Según el anuncio, seguirían en un futuro la remodelación de la Sala A/B, y en una tercera etapa, las salas D, E, F y G y sectores destinados a un futuro canal oficial de la ciudad (Ciudad Abierta).
La obra contó con la colaboración de Mario Roberto Álvarez a sus 91 años, y fondos aportados por el BID, y se aseguró que se extendería por solo 18 meses, teniendo que cerrar el teatro durante 2006. Los trabajos se prolongaron durante la gestión de Jorge Telerman, hasta que en al comenzar en 2007 la gestión de Mauricio Macri fueron suspendidos por falta de fondos, cuando se hallaban en un 80% de avance de obra (lo que incluía sus fachadas restauradas y una marquesina nueva, y la ampliación del Centro Cultural y el nuevo Núcleo Audiovisual Buenos Aires (NABA)).
En junio de 2010, tras tres años de obras frenadas se anunció que se retomarían las obras de remodelación del teatro y el centro cultural San Martín, para las cuales,  Macri argumentó que se tendrían que vender 20 inmuebles propiedades del Gobierno de la Ciudad para obtener los fondos necesarios.
 Recién durante la gestión de Larreta se finalizó el proyecto.

## Actualidad
En 2005 se había alcanzado un pico de 4261 alumnos en los distintos cursos, pero la decisión de remodelar completamente el edificio, requirió el cierre paulatino de las actividades. Esta decisión fue resistida por profesores y alumnos. En 2007 el ministro de Cultura de la Ciudad, Hernán Lombardi, de quien dependía el Centro, decidió intervenirlo. Todo esto, creó aún más malestar y resistencia entre los alumnos y profesores. En 2010 esta crisis culmina con la toma del sexto piso y la sala Alberdi. Hasta 2013, la sala se sostuvo de manera autogestiva con actividades artísticas de miércoles a domingo. Finalmmente, las obras pudieron inaugurarse parcialmente el 3 de abril de 2012, sin la sala AB ni la torre remodeladas y con el sexto piso y la sala Alberdi aún tomados. Durante la gestión de Gabriela Ricardes, se logró desalojar la sala Alberdi, que fue completamente remodelada, y desde entonces, se inició una lenta recuperación tanto curatorial como edilicia.
Durante 2019, el equipo de dirección y gestión, luego de la renuncia de Diego Pimentel, fue desempeñado por los curadores, gerentes y otros colaboradores: Mariano Soto, Artes Visuales; Poly Pérez, Música; Guillermo Hernández, Cine y Artes Audiovisuales; Maxi Tomas, Letras; Anita Massacane, Cultura Digital e Innovación; Gabriela Gobbi, Artes Escénicas, Artes Electrónicas y Multimediales; Carlos Estalles, Gerente Operativo; Ángel Trombino, Gerente Escenotécnico y en la Gerencia Edilicia: Eduardo Lucifora y Juan Miguel Tosi. Desde diciembre de 2019, la Dirección General está a cargo de Diego Berardo.

## Salas
Cuenta con 12 pisos y en ellos pueden encontrarse cuatro salas para exposiciones artísticas.
- Sala 3: esta sala que se encuentra en el segundo subsuelo, es dedicada a muestras escénicas no tradicionales.

- Sala Enrique Muiño: sala dedicada a las artes escénicas y con una capacidad de para 254 espectadores, se encuentra en el cuarto piso de la torre principal.

- Sala A/B: sala con capacidad para 750 personas. Pensada como sala de convenciones, se transformó finalmente en un espacio multiuso. Se encuentra en una estructura independiente que se levanta sobre el Patio de las Esculturas, y se conecta con la torre principal a través de una pasarela a la altura del primer piso.

- Cuatro salas (C, D, E y F) con capacidad para 200 personas cada una, pueden utilizarse para conferencias y congresos (C y D) o muestras plásticas (E y F). La F actualmente, alberga a la orquesta municipal. Todas ellas se encuentran en las plantas inferiores de la torre principal.

- Salones de usos múltiples: Madres de Plaza de Mayo y Presidente: ambas de uso múltiples con capacidad para 150 personas, se encuentran en el segundo piso de la torre.

- Sala Juan Bautista Alberdi: es una sala de teatro ubicada en el 6.º piso. Estuvo tomada desde el 17 de agosto de 2010 hasta el 25 de marzo de 2013. En ese período funcionó de manera autogestiva, por medio de sus actividades (talleres, ciclos de cine, teatro y varietés) a la gorra. Luego fue remodelada y hoy es parte de la grilla de actividades del Centro Cultural.

- Diversas salas para el dictado diario de cursos y el Núcleo Audiovisual Buenos Aires (NABA), con más de 10 mil obras documentales entre las destinadas a la Custodia para su preservación por parte de productores externos al ámbito estatal y de producción propia.

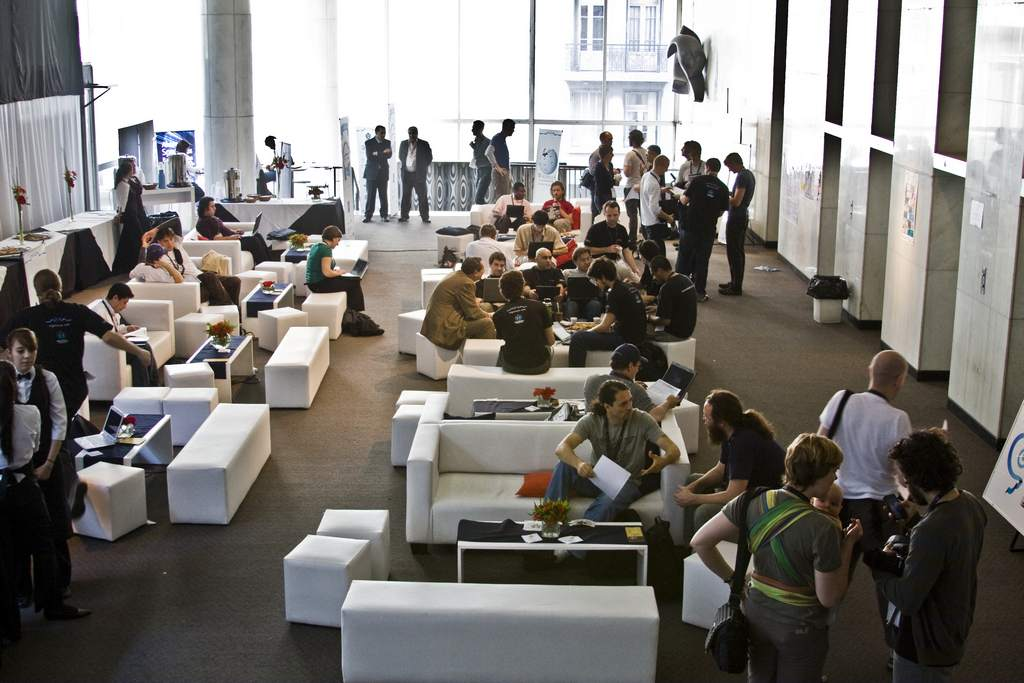
Vista del Hall AB durante Wikimania 2009.

## Wikimanía
El Centro ha sido utilizado por la comunidad de Wikimedia para realizar el 5.º evento internacional en agosto de 2009.